# Masthead

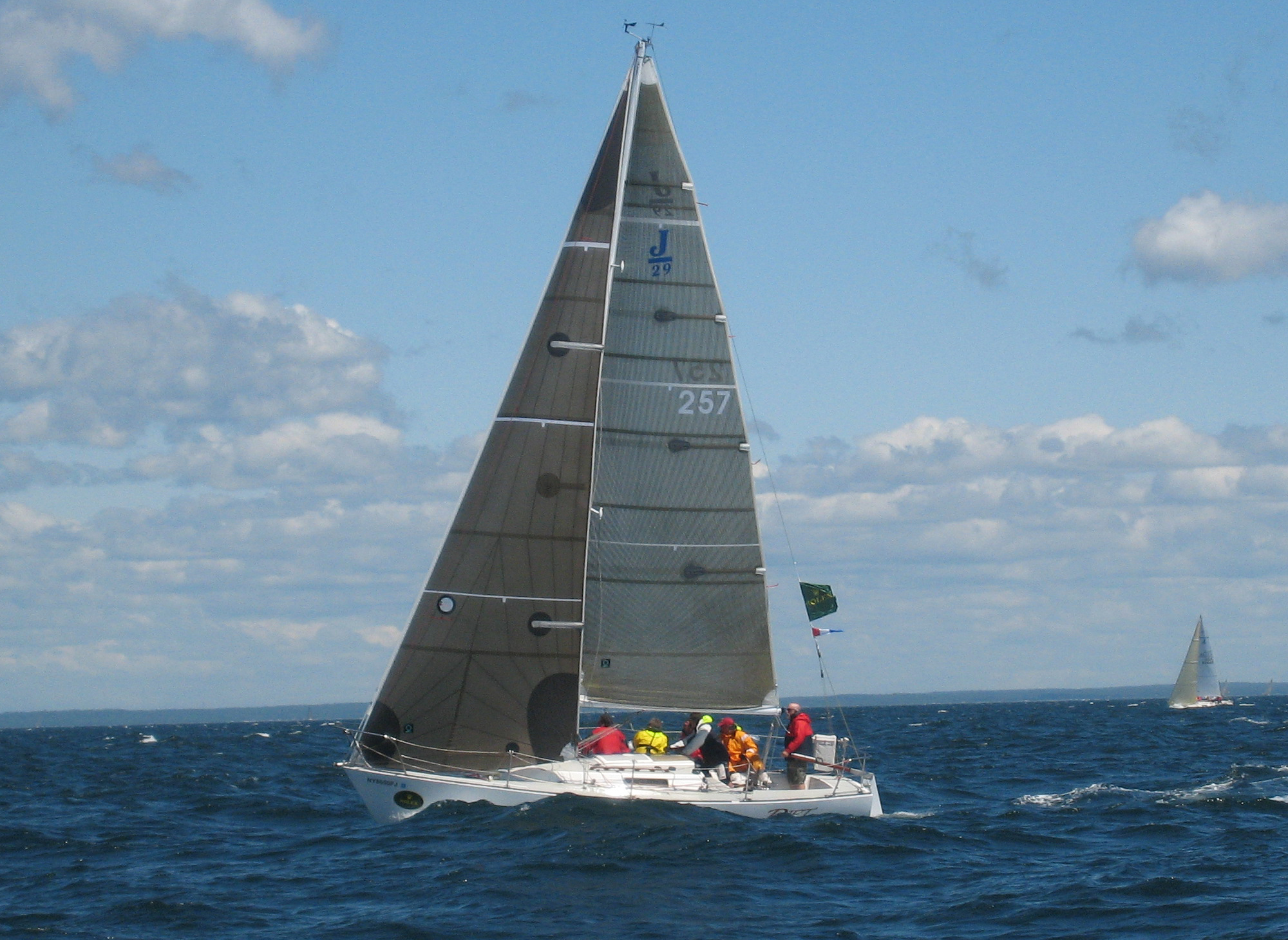
Segelbåt med mastheadrigg

Masthead är en typ av bermudarigg för segelbåtar, vanligare på 1900-talet än nu. Utmärkande för denna riggtyp är att både stor- och försegel är fästa i mastens topp, detta till skillnad från partialriggen.
Mastheadriggen ger en rigg med stor försegelyta jämfört med storseglet, vilket gör båtarna tyngre att skota vid stagvändning. Denna effekt förstärks ofta av babystaget, ett kort stag som går från halvvägs upp i masten till mitt på fördäck för att mastens mittsektion inte ska kunna pumpa framåt/bakåt.
Babystaget är ofta i vägen då seglet skotas vid stagvändning, men genom att trimma babystag och undervant (oftast ett förligt och ett akterligt) tillsammans kan man lätt styra kurvan på mastens mittdel både i sid- och längsled för att uppnå optimal dragkraft ur storseglets buk. Låter man babystaget vara justerbart via talja eller hydraulik istället för via vantskruv kan man snabbt och lätt trimma om babystaget vid alla vindstyrkor. 
Mastheadriggade båtar har normalt bara ett akterstag, inga backstag och/eller checkstay används för riggtypen. 
De flesta moderna byggs idag med partialrigg, men mastheadriggen lever kvar i många 70-talsbåtar.
Klassiska exempel på mastheadriggar återfinns på Albin Vega, Maxi 77 och Maxi 95, båda storsäljare under 70-talet. Andra exempel är Bacchant IV, Swan 36 och IW 31.